# Der Geschichtsfreund
Der Geschichtsfreund ist ein historisches Jahrbuch, das seit 1844 vom Historischen Verein der Fünf Orte Luzern, Uri, Schwyz, Unterwalden ob dem Wald und nid dem Wald und Zug beziehungsweise seit dessen Umbenennung (2007) vom Historischen Verein Zentralschweiz herausgegeben wird. Es fungiert zugleich als dessen Mitteilungsblatt.
Es finden sich darin Artikel zur Geschichte der Zentralschweiz, Jahresberichte des Historischen Vereins und dessen Sektionen sowie bis 2019 die Bibliografie Innerschweiz und die Kantonsbibliografien der Kantone Luzern, Uri, Schwyz, Obwalden, Nidwalden und Zug mit einem Personen-, Orts- und Autorenregister.